# Gonzales (Texas)
Gonzales is een plaats (city) in de Amerikaanse staat Texas, en valt bestuurlijk gezien onder Gonzales County.

## Demografie
Bij de volkstelling in 2000 werd het aantal inwoners vastgesteld op 7202.
In 2006 is het aantal inwoners door het United States Census Bureau geschat op 7496, een stijging van 294 (4,1%).

## Geografie
Volgens het United States Census Bureau beslaat de plaats een oppervlakte van
13,2 km², geheel bestaande uit land.

## Geboren in Gonzales
- Jerry Hall (1956), model en actrice

## Plaatsen in de nabije omgeving
De onderstaande figuur toont nabijgelegen plaatsen in een straal van 32 km rond Gonzales.